# Петър Ненков
Петър Ненков е български свещеник и учител, деец на късното Българско възраждане в Македония.

## Биография
Петър Ненков е роден в Котел, тогава в Османската империя. Завършва богословие в Русия и става свещеник. Заминава за Македония, където развива просветна дейност. Протойерей Петър Ненков се установява в Прилеп, където става пръв директор на Прилепското българско духовно училище след откриването му в учебната 1884/1885 година. Първи учители в семинарията под директорството му са Константин Самарджиев и Сава Доброплодни. Семинарията в Прилеп просъществува само една година, тъй като е затворена след клевети и протести от Цариградската патриаршия, заради което семинарията е преместена в Одрин, а след това в Цариград. В същата учебна 1884/1885 година съпругата на Ненков е директорка на Прилепското българско девическо класно училище.
В учебната 1885/1886 година Петър Ненков е директор на Прилепското българско мъжко класно училище.